# Сухоголовець пониклий
Сухоголовець пониклий, карпезій пониклий (Carpesium cernuum) — вид рослин з родини айстрових (Asteraceae), поширений у середній і південній Європі, Азії.

## Опис
Багаторічна трав'яниста рослина 35–40 см заввишки. М'яко-волосисті рослини з прямостійними відхиленими, вгорі гіллястими стеблами й цільними, на краях нерівномірно коротко дрібнозубчастими листками; верхні листки — сидячі; нижні — низхідні, на коротких черешках. Кошики одиночні, 7–12 мм в діаметрі, біля основи оточені 1–2 приквітковим листками. Квітки в кошику трубчасті, жовті. Сім'янки 4–5 мм довжиною і 0.75 мм завширшки, конічні, більш-менш сплюснуті, тонкоребристі, на верхівці звужені в носик, без чубчика.

## Поширення
Поширений у середній і південній Європі, Азії.
В Україні вид зростає в лісах, серед чагарників, зрідка на болотах — рідко в Карпатах, Розточчі-Опіллі й західному Лісостепу (Чернівецька область, Хотинський район, села Рухотин-Блищадь; Вінницька область, Мурованокуриловецький район, село Березова).